# アパートメント・ゼロ
『アパートメント・ゼロ』（英：Apartment Zero）は、1988年に製作されたアルゼンチン・イギリスの映画。

## ストーリー
アルゼンチンにある映画館を経営するエイドリアンは、経済的な支援目的でアパートのルームメイトを探していたところ、ジャックという男性を気に入り、ルームメイトとして迎え入れる。
ジャックは誰からも好かれる一方、エイドリアンはジャックを独占したいと考えていた。
その矢先、エイドリアンの知人で、映画館の受付を担当するクラウディアからジャックの正体が連続殺人犯であることを告げられる。ジャックはクラウディアを殺した後、エイドリアンにその後処理を協力させる。やがて、エイドリアンの心の支えであった彼の母親が死に、精神の均衡を崩した彼はジャックを殺す。
後日、エイドリアンがジャックの遺体に話しかける場面で物語は幕を下ろす。

## キャスト
- エイドリアン：コリン・ファース
- ジャック：ハート・ボックナー
- マーガレット：ドーラ・ブライアン
- メアリー：リズ・スミス
- カルロス：ファブリッツィオ・ベンティヴォリオ
- ローラ：ミレッラ・ダンジェロ
- エイドリアンの母：エリヤ・アンドレオーニ
- クラウディア：フランチェスカ・ダローヤ